# وانگ هان
وانگ هان (انگلیسی: Wang Han؛ زادهٔ ۲۴ ژانویهٔ ۱۹۹۱) شیرجه‌رو زن اهل چین است.
وی در مسابقات کشوری و بین‌المللی در مجموع برندهٔ ۵ مدال طلا، ۵ مدال نقره، ۲ مدال برنز شده‌است.